# 张士衡
张士衡（6世纪？—645年），隋唐时瀛州乐寿（今河北省河间市）人，官员、儒学学者。

## 生平
父亲张文庆（之庆）为北齐国子助教。张士衡九岁丧母，哀慕过礼。父亲的朋友博士刘轨思见到他，每次都掩泣。对他父亲说：“昔伯饶号‘张曾子’，亦岂能远过！吾闻君子不亲教，当为成就之。”长大了，张轨思教给他《毛诗》、《周礼》，又跟着熊安生及刘焯学习《礼记》，都精究大义。此后遍讲《五经》，尤攻《三礼》。在隋朝为余杭县县令，后以年老归乡里。
大业末年，隋末民变兴起，诸儒废学。唐朝建立，张士衡在乡里教学。贞观年间，幽州都督、燕王李灵夔准备玄纁束帛之礼，聘到家中，拜为师。李承乾在东宫，听说後，聘来京城。张士衡到洛阳宫谒见唐太宗，太宗在殿上赐他进餐，擢授朝散大夫、崇贤馆学士。
李承乾问北齐灭亡的原因，张士衡回答：“北齐后主悖虐无度，昵近小人。至如高阿那肱、穆提婆、韩长鸾等，皆奴仆下才，凶险无赖，是信是使，以为心腹。诛害忠良，疏忌骨肉。穷极奢靡，剥丧黎元。所以周师临郊，人莫为用，以至覆灭，实此之由。”
李承乾又问：“佛教布施求功德，有果报吗？”张士衡：“事佛在于清净无欲，仁恕为心。如其贪婪无厌，骄虐是务，虽复倾财事佛，无救目前之祸。且善恶之报，若影随形，此是儒书之言，岂徒佛经所说。是为人君父，当须仁慈；为人臣子，宜尽忠孝。仁慈忠孝，则福祚攸永；如或反此，则殃祸斯及。此理昭然，愿殿下勿为忧虑。”
李承乾有错，张士衡规劝他，他不听。李承乾被废黜，唐太宗敕给车马，令归本乡。贞观十九年去世。
张士衡著名的学生，为永平贾公彦、赵县李玄植。

## 延伸阅读
[在维基数据编辑]
 《舊唐書·卷189上》，出自刘昫《舊唐書》